# Agnes van den Bossche

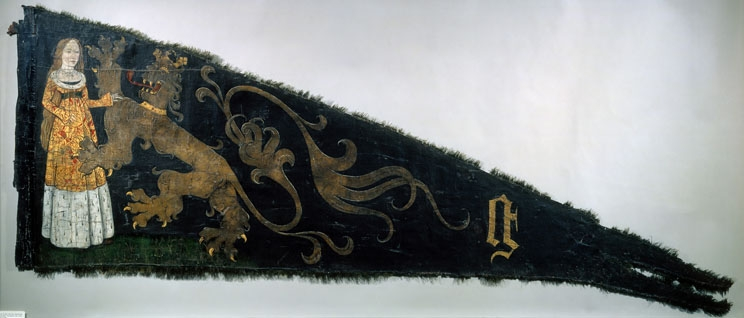
Gentse maagd met leeuw. Vlag van de stad Gent, toegeschreven aan Van den Bossche. 1481–82.

Agnes van den Bossche (geboren tussen 1435 en 1440, vermoedelijk in 1504 overleden) was een Zuid-Nederlandse schilder. Ze was tussen 1468 en 1484 vrijmeester van het St. Lucasgilde in Gent.  
Van den Bossche kwam uit een Gentse kunstenaarsfamilie. Het enige overbleven werk dat aan haar is toegeschreven is een vlag in olieverf op canvas, die waarschijnlijk deel uitmaakte van een reeks stadsvlaggen voor Gent. Het vaandel, met een bijna identieke voor- en achterkant is het oudste nog bewaarde doek in zijn soort.

## Opdrachten
Uit documenten valt op te maken dat Van den Bossche met grote regelmaat heraldische opdrachten voor vaandels of werken in textiel voor de stad Gent uitvoerde.
De stadsarchieven van Gent beschrijven de uitvoering van de opdrachten tamelijk precies. Zo is er een registratie voor de aankoop van schilderslinnen en decoratieve franjes bij Janne de Wilde, bedoeld voor 'Agneesen van den Bossche', die daar twee driehoekige vaandels op zou schilderen.
Ze werd ook bezoldigd voor schilderwerken aan het belfort. Dit voerde ze uit in samenwerking met Claeys vander Meersch bij wie ze toen waarschijnlijk gezel was.